# Brunswick, Maryland
Brunswick är en stad (city) i Frederick County i Maryland. Orten hade 5 870 invånare enligt 2010 års folkräkning.